# Forræderi (film)
 For alternative betydninger, se Forræderi. (Se også artikler, som begynder med Forræderi)
Forræderi (Förräderi) er en svensk-dansk dokumentarfilm fra 1994, der er instrueret af Fredrik von Krusenstjerna efter eget manuskript.

## Handling
Det var som at finde ud af, at en ven du har kendt i 10 år, aldrig har eksisteret. Björn, tidligere udenrigskorrespondent i Vestberlin vender tilbage for at finde ud af Sascha Anderssons hemmelige liv. Sascha Andersson havde været topfigur i de fredløses opposition i Østberlin, ofte interviewet og citeret i den vesttyske presse. Han havde været leder af undergrundskunstscenen i Østberlin og konstant omgivet af venner, kvinder, skribenter, intellektuelle og kunstnere. De stolede alle på ham. Han var en af de mest kompetente stikkere, STASI nogensinde havde haft.